# Antón Sánchez de Segovia

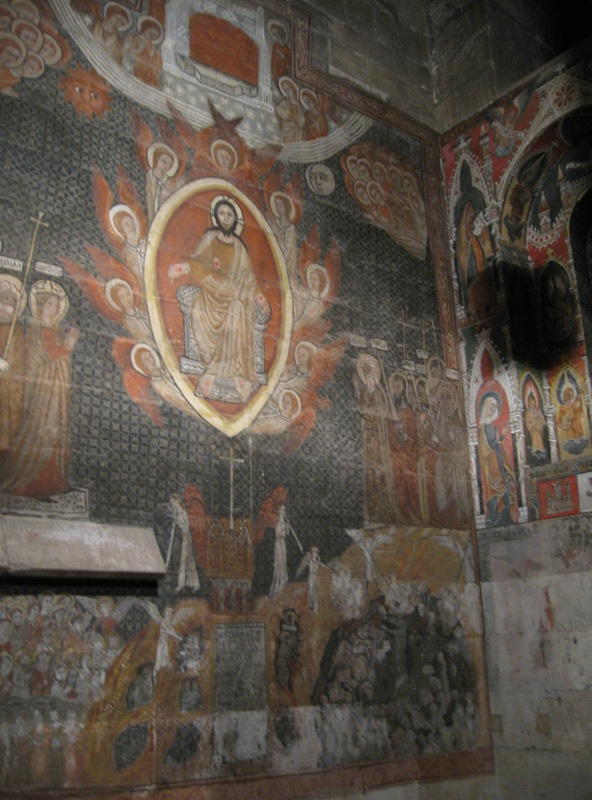
Capilla del Aceite de la Catedral Vieja de Salamanca.

Antón Sánchez de Segovia fue un pintor español de estilo gótico, activo en Salamanca en la segunda mitad del siglo XIII.
Pertenece a la fase del estilo gótico-lineal o franco-gótico. Es conocido por el conjunto de pinturas murales realizadas en la capilla de San Martín, también llamada del Aceite, en la Catedral Vieja de Salamanca. Datan de 1262. Sánchez de Segovia pinta la pared como si fuera un retablo, dividiéndolo en cuadros en los que enmarca las escenas y las figuras. En torno a lo que podría haber sido una imagen de la Virgen, que se ha perdido, pintó ángeles músicos con san Joaquín, santa Ana, Daniel, Isaías y Jeremías. Se trata de pinturas al temple sobre yeso bien conservadas. Son las pinturas firmadas más antiguas de Europa.